# Marcin Niemirowicz-Szczytt
Marcin Niemirowicz-Szczytt (Szczytt-Niemirowicz / Szczytt)  herbu Jastrzębiec (ur. 1749, zm. 1800 lub później) – poseł województwa połockiego na Sejm Czteroletni od 1790 roku, chorąży powiatu połockiego, sędzia ziemski połocki, członek Zgromadzenia Przyjaciół Konstytucji Rządowej, chorąży petyhorski w 1778/1779 roku.
Starszy syn Adama (zm. 1752) i Barbary z Sakowiczów II v. za Józefem Lewkowiczem, córki podczaszego trockiego Macieja i Bogumiły z Nowackich.
Miał brata Michała, szambelana JKM Stanisława Augusta oraz siostrę Honoratę za Adamem Maszewskim.

## Działalność polityczna
Po wczesnej śmierci ojca opiekę nad Marcinem i jego rodzeństwem przejął brat stryjeczny ojca - kasztelan inflancki Jan Justynian Niemirowicz Szczytt, a następnie jego syn – Justynian.
Nie osiągnąwszy jeszcze pełnoletności, w 1764 podpisał z woj. połockiego elekcję Stanisława Augusta. Brał udział w Połocku w sejmiku w 1768 (gdy nikt się nie zdecydował na posłowanie), a jako chorąży petyhorski woj. lit. w sejmiku gromnicznym w 1772. Na sejmiku nadzwyczajnym w 1772 został wybrany wraz z sędzią grodzkim połockim Adamem Swołyńskim na delegata do króla Stanisława Augusta w celu wyrażenia radości z ocalenia jego osoby z zamachu w 1771.
Sejm rozbiorowy (1773-1775) wyznaczył go do jednej z komisji, a w 1775 do sądów sejmowych.
Deputat województwa połockiego na Trybunał Główny Wielkiego Księstwa Litewskiego kadencji ruskiej w 1778/1779 roku, a w 1786 wybrany na sędziego ziemskiego połockiego.
W 1788 podpisał instrukcje posłom z woj. połockiego na Sejm Wielki. W 1789 Sejm Wielki wyznaczył go na jednego z komisarzy z woj. połockiego do spraw finansowania wojska. W 1790 został wybrany jednomyślnie pierwszym posłem woj. połockiego. W 1791 przystąpił do Konfederacji Generalnej Obojga Narodów. Brał udział w tajnym zebraniu w Pałacu Radziwiłłowskim 2 maja 1791, a następnie podpisał w domu marszałka Małachowskiego Asekurację popierania projektu Ustawy Rządowej. Był obecny w czasie uchwalania Konstytucji 3 Maja. Członek Towarzystwa Przyjaciół Ustawy Rządowej.
Posiadał znaczne dobra ziemskie, głównie w woj. połockim. Osiadł w Wierzchowiu, gdzie wzniósł murowany dwór. Jego rezydencja w Wierzchowiu była jedną z trzech największych w pow. lepelskim.
Kawaler Orderu Świętego Stanisława (1790).

## Rodzina
Jego żoną była (co najmniej od stycznia 1777 r.) Aniela (Angela) Minkowska-Bohuszewiczówna (zm. w/po 1794), córka Antoniego i Marii Anny z Galimskich. Miał z nią czworo dzieci: 
1) Michała Feliksa (ur. 1785), dziedzica Wierzchowia, ożenionego z córką Ignacego Korwin-Piotrowskiego - Antoniną; 
2) Adama, ożenionego z córką generała Cypriana Zdziechowskiego - Józefą; 
3) Ludwikę za szambelanem Ludwikiem Witkowskim;
4) Julię (ok. 1777-1861) za Józefem lub Ludwikiem Witkowskim, budowniczym orszańskim.